# 야생 배나무
야생 배나무(AHLAT AGACI, THE WILD PEAR TREE)는 불가리아에서 제작된 누리 빌게 제일란 감독의 2018년 드라마 영화이다. 세르칸 케스킨 등이 주연으로 출연하였다.

## 출연

### 주연
- 세르칸 케스킨
- 하자르 어기클루
- 아흐멧 리팟 선가르